# Hypoxis angustifolia
Espèce

Hypoxis angustifolia, l'hypoxis à feuilles étroites,  est une espèce de plantes monocotylédones  de la famille des Hypoxidaceae. Cette plante, également appelée « étoile jaune », se rencontre de l’Afrique du Sud à l’Afrique tropicale ainsi qu’à l'Île Maurice et Madagascar.
Ce sont des plantes herbacées vivaces, géophytes, pouvant atteindre 45 cm de haut, qui survivent à la mauvaise saison grâce à leur rhizome vertical.

## Description
Hypoxis angustifolia est une plante herbacée vivace, pouvant atteindre 45 cm de haut, poussant à partir d'un rhizome vertical et subglobuleux, de 1,5 à 3 cm de long, qui se présente sous forme de touffes couvrantes.
La partie souterraine de la plante est un rhizome tubérisé, vertical, subglobuleux, équatorialement entouré de racines contractiles robustes ou allongé comme une carotte, dont la longueur peut aller de 8  à   25 cm.
Les feuilles, linéaires à lancéolées, dressées, glabres, de 10  à   15 cm de long et variant de 4  à   6 mm de large, sont étroites et pileuses. Elles peuvent atteindre 40 cm de long.

L'inflorescence en corymbe, de 15 à 20 cm de long, regroupe de  1 à 4 fleurs jaunes de 10 à 18 mm de diamètre, portées par des hampes effilées. Les pédoncules velus mesurent entre 1,5  à   2,5 cm de long.
Le périanthe, de 10 à 18 mm de diamètre lorsqu'il est épanoui, est composé de six (exceptionnellement 4) tépales elliptiques, de couleur jaune ou jaune brillant (ou les tépales intérieurs jaunes et les tépales extérieurs verts), parfois avec une bande rouge le long de la nervure centrale, finement pileux sur la face abaxiale, et pouvant atteindre 11 mm de long sur 2 à 4 mm de large. Le périanthe persiste sur le fruit à maturité. Les étamines ont des anthères lancéolées, profondément sagittées, avec un filament court, de 1,5 à 2,5 (4,5) mm de long, et des thèques de 1,6 à 2,4 mm de long, libres à l'apex.
Le pistil présente un ovaire turbiné, densément pileux, de 3 à 4 mm de long, un style de 0,5 à 1,6 mm de long, surmonté d'un stigmate de 1,1 à 2,6 mm de long,.

Le fruit est une capsule à déhiscence loculicide, turbinée, cylindrique, de 5 à 15 mm de long sur 2 à 4 mm de large, finement poilue.
Les graines sont brun foncé, globuleuses et mesurent de 0,8 à 1,2 mm de diamètre. La testa  présente des papilles à cuticule finement ridée, avec 3 ou 4 côtes longitudinales étroites en forme d'ailes sur chaque papille,.

## Biologie
La floraison apparaît de septembre à février.

## Distribution et habitat
L'aire de répartition de Hypoxis angustifolia s'étend en Afrique dans les territoires suivants:
- Afrique tropicale de l’est : Kenya, Tanzanie, Ouganda,
- Afrique tropicale du nord-est : Tchad, Éthiopie, Somalie Soudan,
- Afrique tropicale du sud : Angola, Malawi, Mozambique, Zambie, Zimbabwe,
- Afrique du sud : provinces du Cap, KwaZulu-Natal, Lesotho, provinces du nord, Eswatini,
- Afrique tropicale de l’ouest : Ghana, Guinée, Liberia, Nigeria, Sierra Leone,
- Afrique tropicale ouest-centrale : Burundi, Cameroun, République centrafricaine, République du Congo, Guinée équatoriale, Gabon, Rwanda, République démocratique du Congo,
- Océan indien ouest : Madagascar, Île Maurice, Île de la Réunion.

Cette plante préfère les expositions au soleil ou à mi-ombre, et pousse dans les savanes des hautes terres, les prairies, les crevasses de rocher, les terrains boisés ouverts à flanc de montagne et les pitons rocheux. Elle peut également se trouver sur les termitières dans les sols sablonneux ainsi que sur les sols argileux lourds.

## Taxinomie
L'espèce Hypoxis angustifolia a été décrite en premier par le botaniste français Jean-Baptiste de Lamarck et publiée en 1789 dans l’Encyclopédie méthodique (Botanique) 3(1): 182 (1789) Paris

### Synonymes
Selon The Plant List (3 janvier 2020) :
- Hypoxis angustifolia var. angustifolia
- Hypoxis biflora Baker

### Liste des variétés
Selon World Checklist of Selected Plant Families (WCSP) (3 janvier 2020) :
- Hypoxis angustifolia var. angustifolia
- Hypoxis angustifolia var. buchananii Baker, J. Linn. Soc. (1878)
- Hypoxis angustifolia var. luzuloides (Robyns & Tournay) Wiland (2002)
- Hypoxis angustifolia var. madagascariensis Wiland (2002)

## Utilisation
D’un point de vue médicinal, les feuilles pilées macérées sont utilisées en bains locaux pour les prolapsus utérins ou vaginaux. 
Les rhizomes réduits en pulpe et utilisés en cataplasme servent comme antiseptique, désinfectant et cicatrisant ainsi que pour soigner les blessures, coupures, plaies et crevasses.

## Restes archéologiques
Des restes de rhizomes carbonisés, identifiés comme appartenant à l'espèce Hypoxis angustifolia, ont été retrouvés par une équipe de chercheurs franco-sudafricains dans la grotte de Border Cave (KwaZulu-Natal), habitée par Homo sapiens à l'époque paléolithique. Les plus anciens de ces restes auraient 170 000 ans.